# 1342年
| 千纪： | 2千纪 |
| 世纪： | 13世纪 \| 14世纪 \| 15世纪                                                                                 |
| 年代： | 1310年代 \| 1320年代 \| 1330年代 \| 1340年代 \| 1350年代 \| 1360年代 \| 1370年代                           |
| 年份： | 1337年 \| 1338年 \| 1339年 \| 1340年 \| 1341年 \| 1342年 \| 1343年 \| 1344年 \| 1345年 \| 1346年 \| 1347年 |
| 纪年： | 壬午年（马年）；元至正二年；越南紹豐二年；日本南朝興國三年，北朝曆應五年，康永元年                         |

## 大事记
- 長江斷流。
- 會試和殿試相繼在大都舉行，史稱“至正複科”。
- 苏州狮子林始建。
- 5月7日——克莱孟六世当选为教皇。
- 7月16日——匈牙利王國國王查理一世去世，長子拉約什一世繼位。
- 農曆七月十八日——教宗本篤十二世使節Giovanni de' Marignolli抵達元上都，獲元順帝接見。

## 逝世
- 4月24日——本笃十二世，教皇（出生1285年，57岁）
- 7月16日——查理一世，那不勒斯太子卡洛•馬特洛之子，匈牙利王國 安茹-西西里王朝的創建者。
- 柳貫